# Dorothea Forstner
Dorothea Forstner (* 6. Juli 1884 in Maribor; † 6. April 1969 in Pertlstein) war Benediktinerin und Autorin.

## Leben
Dorothea Forstner, Taufname Elisabeth, war eine Tochter des aus Öhringen in Württemberg stammenden Dragoneroffiziers Ernst Freiherr Forstner von Dambenois und seiner Frau Anna, geborene Freiin Zeßner von Spitzenberg. Sie trat in das Benediktinerinnenkloster St. Gabriel in Prag ein, das 1919 nach Bertholdstein in der Steiermark verlegt wurde, und legte dort 1905 unter Äbtissin Adelgundis Berlinghoff die Ordensgelübde ab.
Sie war im Kunstatelier des Klosters tätig und verfasste Beiträge für das Volksliturgische Apostolat des Klosterneuburger Augustiner-Chorherren Pius Parsch. Ihr nach jahrzehntelanger Arbeit 1959 erstmals erschienenes Handbuch Die Welt der christlichen Symbole (weitergeführt von Renate Becher) ist heute noch Standardwerk und der Vorläufer des aktualisierten Neuen Lexikons christlicher Symbolik (1991).

## Veröffentlichungen
- Die Welt der christlichen Symbole. Innsbruck 1959, 1967, 1977, 1982, 1986, später: Dorothea Forstner, Renate Becher: Neues Lexikon christlicher Symbole. Innsbruck-Wien 1991, zuletzt als aktualisierte Neuauflage: Marix, Wiesbaden 2007, ISBN  978-3-86539-125-4.